# Aeroportul Hao
Aeroportul Hao (IATA: HOI, ICAO: NTTO) este un aeroport din Hao⁠(d), Hao⁠(d), Iles Tuamotu-Gambier⁠(d), Polinezia Franceză, Franța ce deservește zona Hao⁠(d). Aeroportul a fost tranzitat în 2022 de 17.172 de pasageri. A fost deschis în 1964 și numit după zona deservită.
Situat la o altitudine de 2 m, aeroportul dispune de o singură pistă.